# Bibliothèque de Käpylä
La bibliothèque de Käpylä (finnois : Käpylän kirjasto) est une bibliothèque du quartier de Käpylä à Helsinki en Finlande.

## Présentation
La bibliotheque de Käpylä a été fondée en 1926. 
Le bâtiment de la bibliothèque Käpylä a été conçu par l'architecte Gunnar Taucher et achevé en 1939. 
La bibliothèque de Käpylä est l'un des établissements de la bibliothèque municipale d'Helsinki.

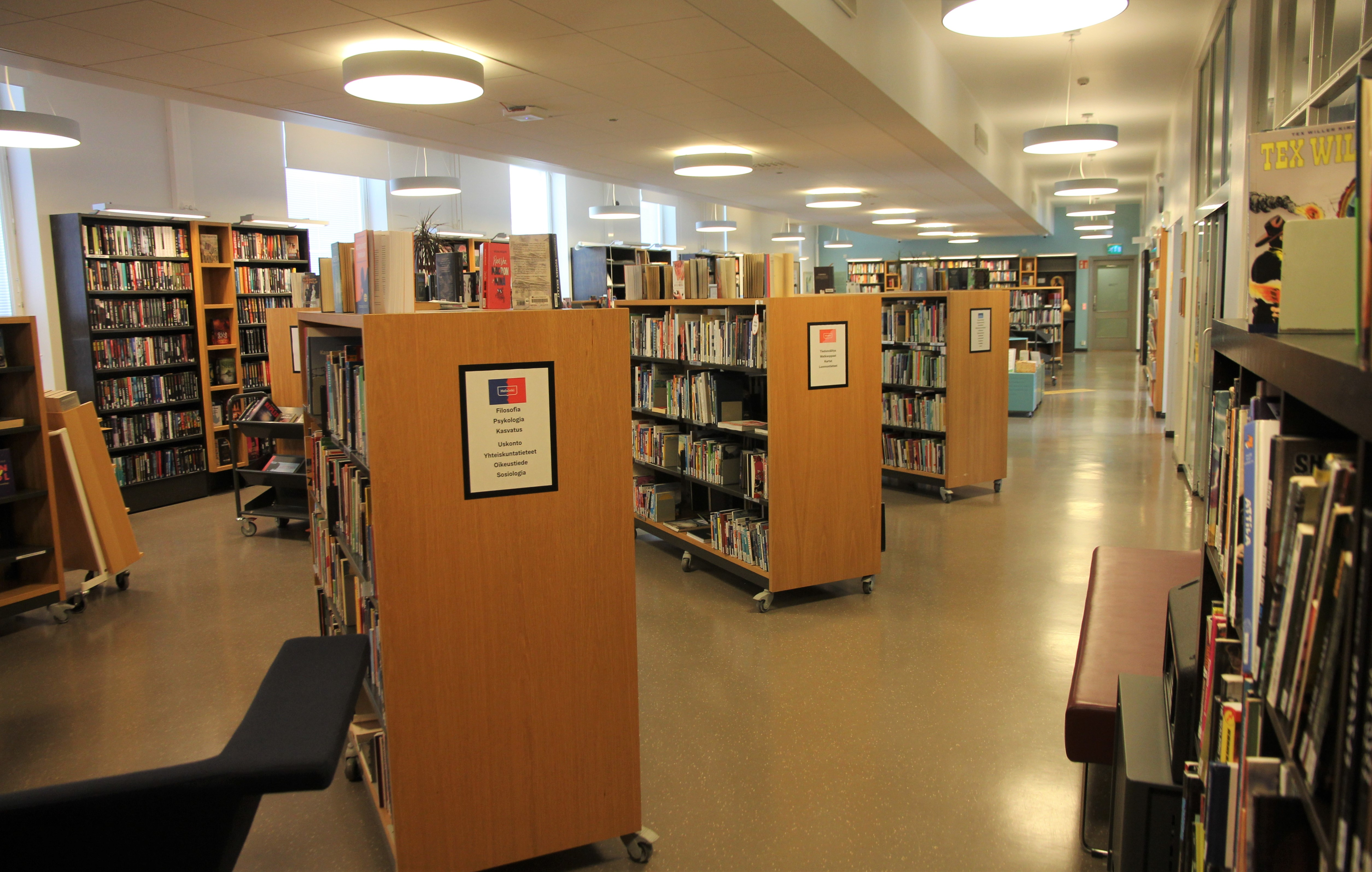
Intérieur.
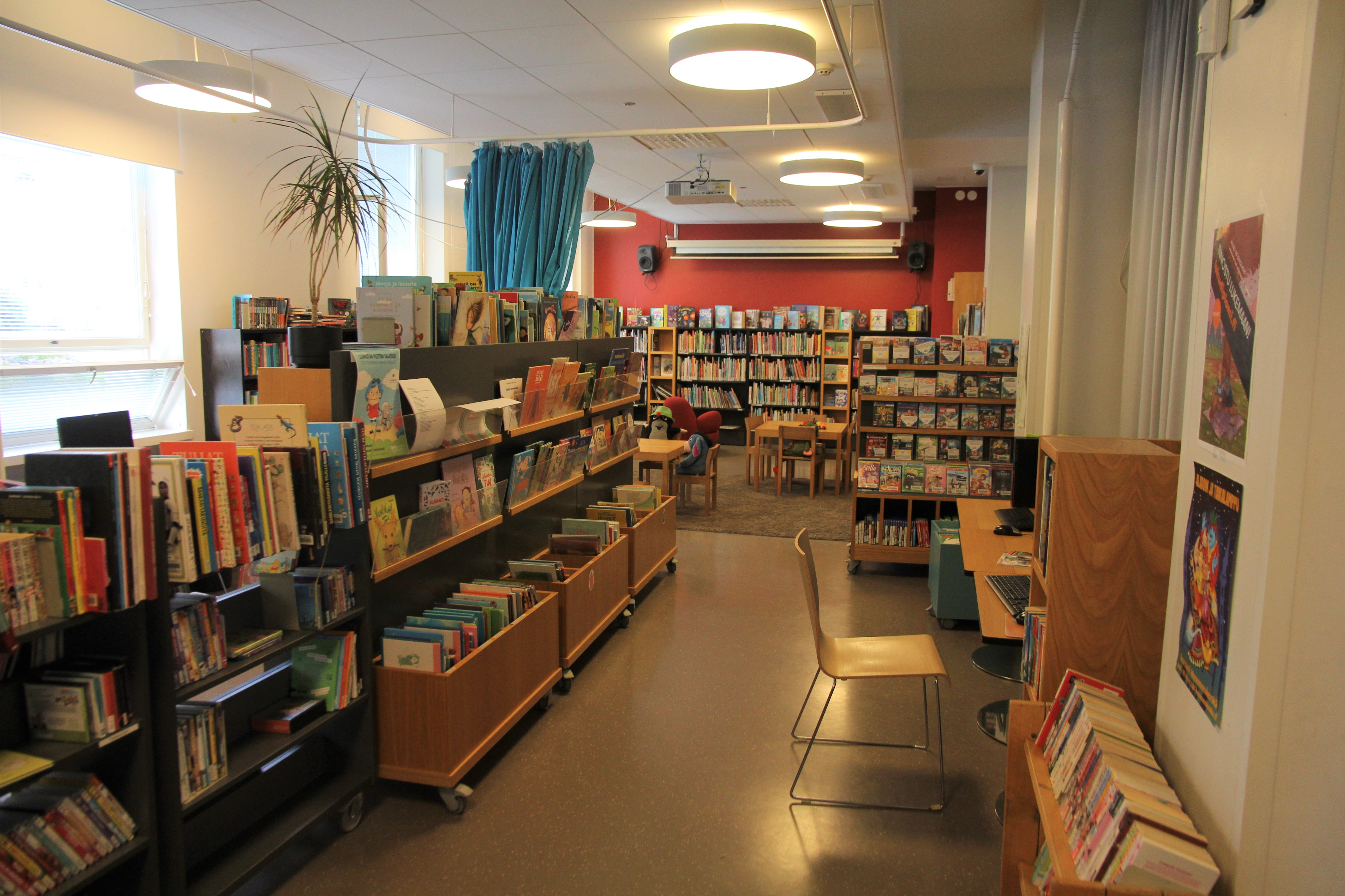
Coin des enfants.

## Groupement Helmet de bibliothèques
La bibliothèque de Käpylä fait partie du groupement Helmet, qui est un groupement de bibliothèques municipales d'Espoo, d'Helsinki, de Kauniainen et de Vantaa ayant une liste de collections commune et des règles d'utilisation communes.